# Capsicum galapagoense
Capsicum galapagoense là loài thực vật có hoa trong họ Cà. Loài này được Hunz. mô tả khoa học đầu tiên năm 1954 publ. 1956.